# Papp Dániel (szerkesztő)
Papp Dániel (1978. november – ) magyar szerkesztő, újságíró. 2018-tól az MTVA vezérigazgatója.

## Pályafutása
A Budapesti Gazdaságtudományi Egyetem nemzetközi kapcsolatok szakán szerzett főiskolai, majd a Budapesti Közgazdaságtudományi és Államigazgatási Egyetem nemzetközi kapcsolatok szakán egyetemi diplomát.
2003-ban egyike a Jobbik Magyarországért Mozgalom 14 alapító tagjának. A párt első gazdasági igazgatója, 2003-tól 2004 tavaszáig a médiapolitikai kabinetet is vezette. Ezután a Magyar Rádióban (MR) szerkesztő-riporterként dolgozott. Még 2004-ben a Magyar Televízió (MTV) Budapesti Regionális Stúdiójának szerkesztő-riportere lett. Később az Echo TV hír- és hírháttér műsorainak szerkesztője, majd a Magyar Hírlap szerkesztőjeként dolgozott. Ezután Szűcs Lajosnak, a Pest Megyei Közgyűlés fideszes elnökének sajtófőnök-helyettese, majd Riz Leventének, a budapesti XVII. kerület fideszes polgármesterének sajtófőnöke volt.
2010 augusztusában került vissza a Magyar Televízióba. Ott először az Új Média vezető szerkesztője, később a Hír Főszerkesztőségre került. Itt készítette azóta elhíresült botrányos híradásait (lásd alább).
2011. április 8-án Böröcz István, az MTVA akkori vezérigazgatója hír- és hírháttér műsorok főszerkesztősége élére nevezte ki. 2011 szeptember 23-tól a közéleti műsorok főszerkesztőségét vezette Gazsó L. Ferenc helyett. 2014-től tartalomszolgáltatási igazgató. 2016 júliusától kibővítették hatáskörét: a programming terület felelőseként felelt az MTVA valamennyi csatornájának műsorstruktúrájáért.
2018 szeptemberében, Vaszily Miklós távozása után Karas Monika, a Nemzeti Média- és Hírközlési Hatóság (NMHH) elnöke az MTVA vezérigazgatójává nevezte ki.

## Személyéhez kapcsolódó botrányok
- Leghíresebb közreműködése az volt, hogy 2011. április 1-jén olyan tudósítást készített az MTV Hírcentrumának, ami azt sugallta, hogy a Magyarországon járó Daniel Cohn-Bendit zöldpárti európai parlamenti képviselő egy sajtótájékoztatón nem válaszolt arra a kérdésre, hogy demokratikus értéknek tartja-e kiskorúak szexuális tárgyú megközelítését. A riport képi anyaga azt sugallta, hogy a kínos kérdés feltevése után a francia európai parlamenti képviselő távozott a sajtótájékoztatóról. Az Index.hu birtokába került vágatlan felvételből azonban kiderült, mindkét állítás hamis volt.[7][8] A hamis hírt feltöltötték az MTV videótárába is. Az ügyben nem indult vizsgálat sem az MTVA-ban, sem az NMHH Médiatanácsánál. 2014. november 14-én a Fővárosi Törvényszék döntése értelmében Papp Dániel, az MTVA tartalomigazgatója nevezhető hírhamisítónak.[9]
- 2011. december 3-án a Duna TV este 6 órás és az MTV félnyolcas Híradójában egy riportban Lomnici Zoltánt, a Legfelsőbb Bíróság volt elnökét, az Emberi Méltóság Tanácsa vezetőjét kitakarták a Tőkés Lászlóval, az Európai Parlament alelnökével készült beszélgetés hátterében.[10] Emiatt Papp Dánielt felmentették a munkavégzés alól.[11]

## Családja
Nős, három gyermek édesapja.